# أعمدة الأرض (مسلسل قصير)
أعمدة الأرض (بالإنجليزية: The Pillars of the Earth)‏ هو مُسلسلٌ قصير من ثماني حلقاتٍ مبنيّ على روايةٍ تحمل نَفْسَ الاسم لمؤلّفها كين فوليت. أُنتج وعُرِضَ لأوّل مرة في 23 يوليو 2010 على شَبكة ستارز في الولايات المتحدة كما عُرِضَ كذلك على القناة الرابعة البريطانية في أكتوبر 2010. وتدور أحداثه في إنجلترا بالقرن الثاني عشر حيثُ يحكي قِصصَ الحُبّ والحرب والنزاع الديني الذي بسبّبه تمزّقت حياة الناس والعوائل. وقد رُشّح المسلسل لنيل 3 جوائز غولدن غلوب.

## طاقم العَمل
- ايان ماكشين بدور والنر بيغود.
- ريفوس سيول بدور توم بلدر.
- ماثيو ماكفادين بدور بريور فيليب.
- ايدي ريدماين بدور جاك جيكسون.
- هايلي أتويل بدور ألينا.
- ليام غارغام بدور ألفريد بلدر.
- طوني كران بدور الملك ستيفن.
- سارة باريش بدور ريغان هيملاي.
- ديفيد أواكيس بدور ويليام هيملاي.
- روبرت باثورس بدور بيرسي هيملاي.
- أليسون بيل بدور الملكة ماتيلدا.
- سام كلافلين بدور ريتشارد.
- سكاي بينت بدور مارثا بلدر.
- ناتاليا فورنر بدور إلين.

## الإنتاج

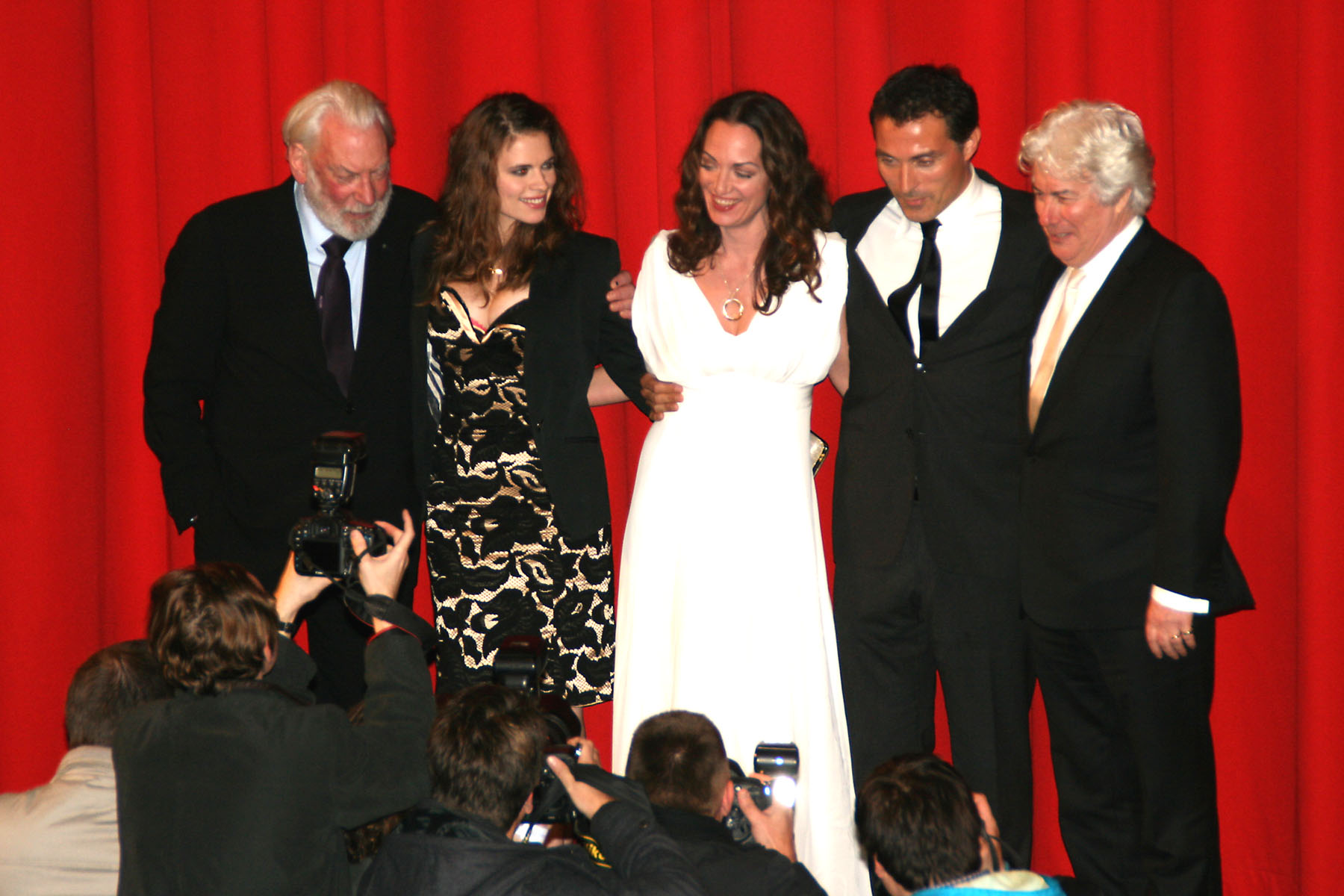
إنتاج مسلسل أعمدة الأرض

أَخَذَ المُسلسل سنة كاملةً لتصويره بميزانيّة بلغت 40 مليون دولار تقريباً. وقد أُنتجَ بالتعاون مع ثلاث شركاتِ إنتاج إحداهم هي شركة الإنتاج الألمانيّة Tandem Communications والأخرى هي الشركة الكنديّة Muse Entertainment أما الثالثة هيَ Scott Free Productions، وقد بدأ تصويره في النمسا والمجر في 2009.

## قائمة الحلقات
| رقم الحلقة | عنوان الحلقة   | إخراج            | تأليف     | تاريخ العرض لأول الأول |
| ---------- | -------------- | ---------------- | --------- | ---------------------- |
| 1          | «أيام الفوضى»  | سيرجو مينكا غازن | جون بيلمر | 23 يوليو 2010          |
| 2          | «السيد البنّاء» | سيرجو مينكا غازن | جون بيلمر | 23 يوليو 2010          |
| 3          | «فدية»         | سيرجو مينكا غازن | جون بيلمر | 30 يوليو 2010          |
| 4          | «ساحة المعركة» | سيرجو مينكا غازن | جون بيلمر | 6 أغسطس 2010           |
| 5          | «الميراث»      | سيرجو مينكا غازن | جون بيلمر | 13 أغسطس 2010          |
| 6          | «سحر»          | سيرجو مينكا غازن | جون بيلمر | 20 أغسطس 2010          |
| 7          | «بداية جديدة»  | سيرجو مينكا غازن | جون بيلمر | 27 أغسطس 2010          |
| 8          | «عمل الملائكة» | سيرجو مينكا غازن | جون بيلمر | 27 أغسطس 2010          |

## روابط خارجية
- أعمدة الأرض على موقع IMDb (الإنجليزية)
- أعمدة الأرض على موقع ميتاكريتيك (الإنجليزية)
- أعمدة الأرض على موقع روتن توميتوز (الإنجليزية)
- أعمدة الأرض على موقع روتن توميتوز (الإنجليزية)
- أعمدة الأرض على موقع فيلمافينيتي (الإسبانية)
- أعمدة الأرض على موقع ليتربوكسد (الإنجليزية)
- أعمدة الأرض على موقع كينوبويسك (الروسية)
- أعمدة الأرض على موقع ألو سيني (الفرنسية)
- أعمدة الأرض على موقع قاعدة بيانات الفيلم (الإنجليزية)